# Glee: The Music, The Power of Madonna
Glee: The Music, The Power of Madonna är en EP som innehåller åtta låtar från Glee-avsnittet "The Power of Madonna" från första säsongen, där alla låtarna som framfördes var covers av Madonnas hitlåtar. EP:n debuterade som #1 på albumlistan Billboard 200, med 98 000 sålda exemplar i USA, den högsta debuten för ett Glee-soundtrack, men även den lägsta försäljningen under första försäljningsveckan.
Alla låtar från The Power of Madonna släpptes som singlar, med "Burning Up" som undantag. "Like a Prayer" topplacerades högst i alla regionerna. Den placerades som #2 i Irland och sålde 87 000 digital downloads i USA.

## Mottagande
Albumet har fått blandade recensioner från kritiker. Allmusics Andrew Leahey gav albumet betyget 3.5/5, och kommenterade: "Det är en kort release, men håller även grunden till de två album som släpptes innan eftersom materialet är så kompatibel med sig själv. Madonnas musik har alltid baserats på drama, och det lämpar sig väl för Glees teaterpop som tenderar att ta fram osten i även de mest allvarliga låtarna." Nick Levine från Digital Spy gav albumet betyget 4/5, och kommenterade: "Om Glee uppmuntrar ett par yngre popfans att investera i Madonnas senaste hitmusik kan det bara ses som en bra sak. Och för de insatta, att få höra fem av skådespelarna från denna älskade grupp sjunga "Like a Virgin" i harmoni är så muntert, eller ja, det är nästan som att vara "touched for the very first time".

## Låtlista
| Nr | Titel                                | Låtskrivare                                            | Originalartist                            | Längd |
| -- | ------------------------------------ | ------------------------------------------------------ | ----------------------------------------- | ----- |
| 1. | "Express Yourself"                   | Madonna, Stephen Bray                                  | Madonna                                   | 4:01  |
| 2. | "Borderline"/"Open Your Heart"       | Reggie Lucas, Madonna, Gardner Cole, Peter Rafelson    | Madonna                                   | 2:18  |
| 3. | "Vogue"                              | Madonna, Shep Pettibone                                | Madonna                                   | 5:15  |
| 4. | "Like a Virgin" (med Jonathan Groff) | Billy Steinberg, Tom Kelly                             | Madonna                                   | 3:17  |
| 5. | "4 Minutes"                          | Madonna, Timbaland, Justin Timberlake, Nathaniel Hills | Madonna med Justin Timberlake & Timbaland | 3:11  |
| 6. | "What It Feels Like for a Girl"      | Madonna, Guy Sigsworth, David Torn                     | Madonna                                   | 4:32  |
| 7. | "Like a Prayer" (med Jonathan Groff) | Madonna, Patrick Leonard                               | Madonna                                   | 5:22  |
| 8. | "Burning Up" (med Jonathan Groff)    | Madonna                                                | Madonna                                   | 3:06  |

## Listplaceringar
| Lista (2010)        | Högsta position |
| ------------------- | --------------- |
| Australien          | 10              |
| Irland              | 5               |
| Kanada              | 1               |
| Mexiko              | 34              |
| Storbritannien      | 4               |
| USA (Billboard 200) | 1               |